# Johann von Wowern
Johann von Wowern fue un estadista, filólogo y abogado alemán. Es conocido por su obra publicada en 1603 De Polymathia tractatio: integri operis de studiis veterum, la primera obra en Europa occidental en utilizar el término "erudito" en su título.
Wowern definió la polimatía como "el conocimiento de diversas materias, extraído de todo tipo de estudios [ex omni genere studiorum]... recorriendo libremente todos los campos de las disciplinas, hasta donde la mente humana, con incansable laboriosidad, es capaz de perseguirlos". Y describe al polímata como alguien que "vaga libremente y con una rapidez desbocada por todos los campos de las disciplinas [per omnes disciplinarum campos]".
Von Wowern enumera la erudición, la literatura, la filología, la polimatía y la polihistoria como sinónimos.